# Victor (Idaho)
Victor – miasto w Stanach Zjednoczonych, w stanie Idaho, w hrabstwie Teton.